# Лисья (река, впадает в Сегозеро)
Лисья — река в России, протекает по территории Пиндушского городского поселения Медвежьегорского района и Поповпорожского сельского поселения Сегежского района Республики Карелии. Длина реки — 15 км.
Река берёт начало из ламбины без названия и далее течёт преимущественно в северо-западном направлении по заболоченной местности.
Река в общей сложности имеет два притока суммарной длиной 3,5 км.
Втекает на высоте 120,0 м над уровнем моря в Сегозеро.
В среднем течении Лисья пересекает трассу Р21 («Кола»), а также железнодорожную линию Санкт-Петербург — Мурманск.
Населённые пункты на реке отсутствуют.
Код объекта в государственном водном реестре — 02020001112202000005675.